# Tinh thảo hôi
Tinh thảo hôi (danh pháp khoa học: Eragrostis cilianensis) là một loài thực vật có hoa trong họ Hòa thảo. Loài này được (All.) Janch. mô tả khoa học đầu tiên năm 1907.

## Hình ảnh

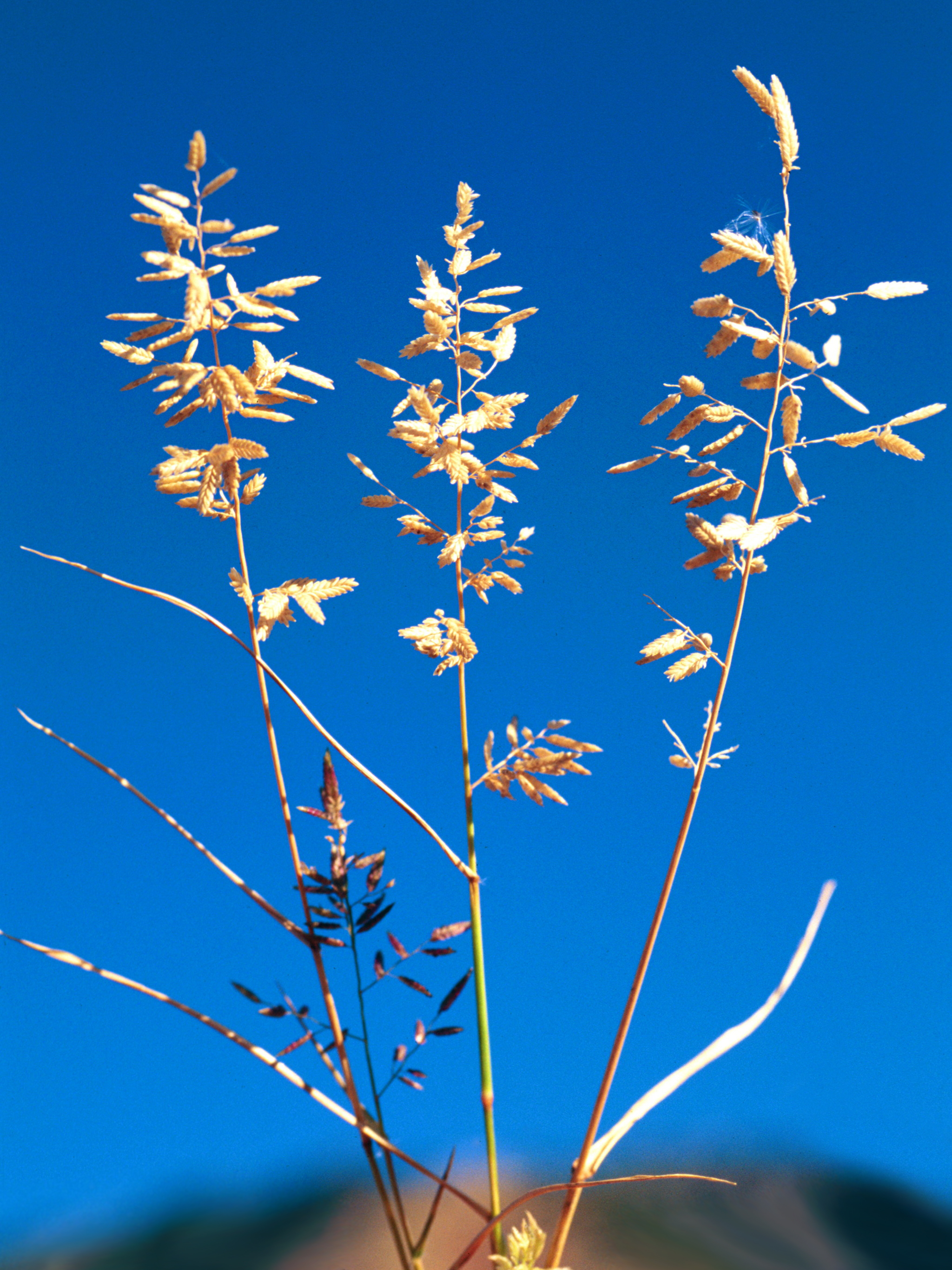
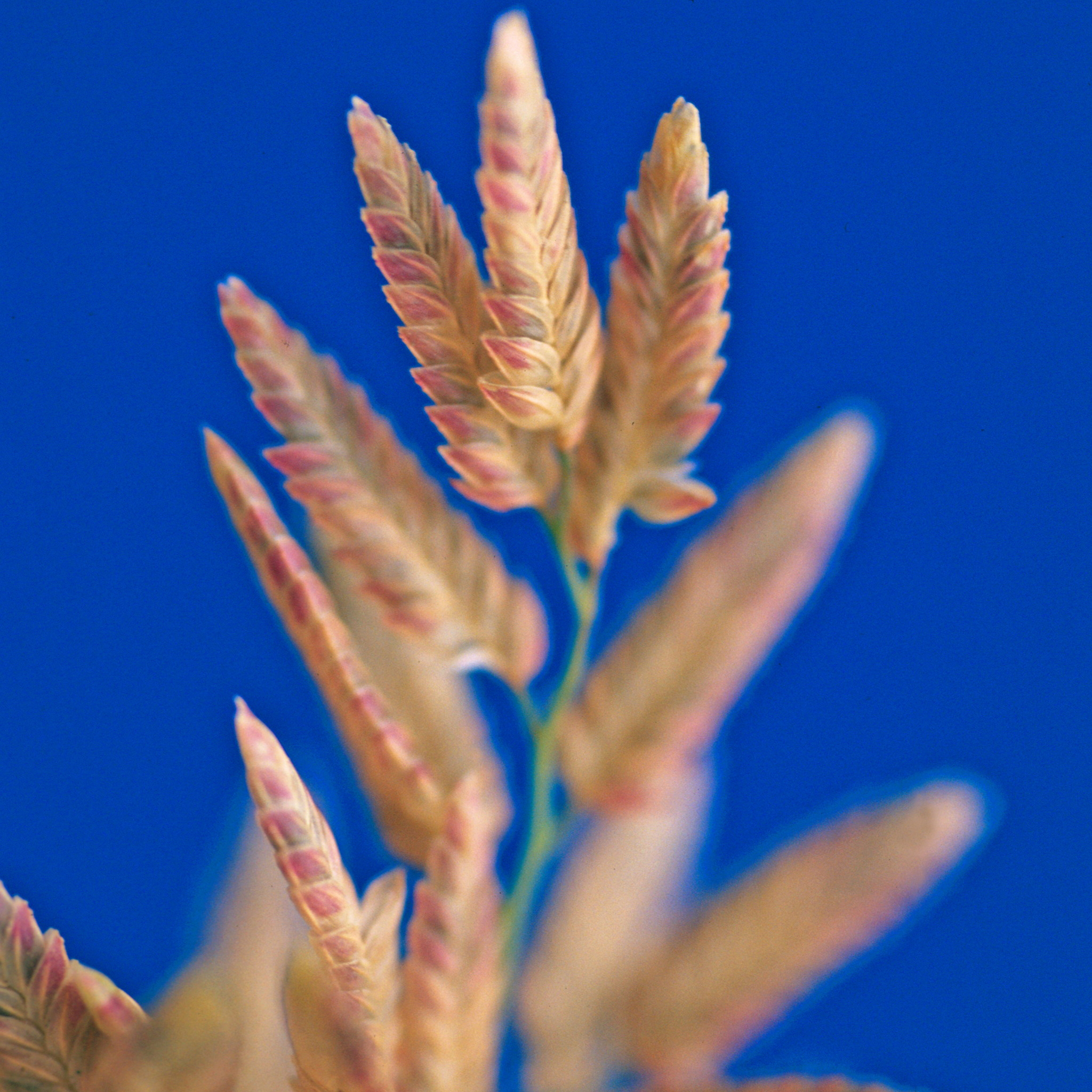
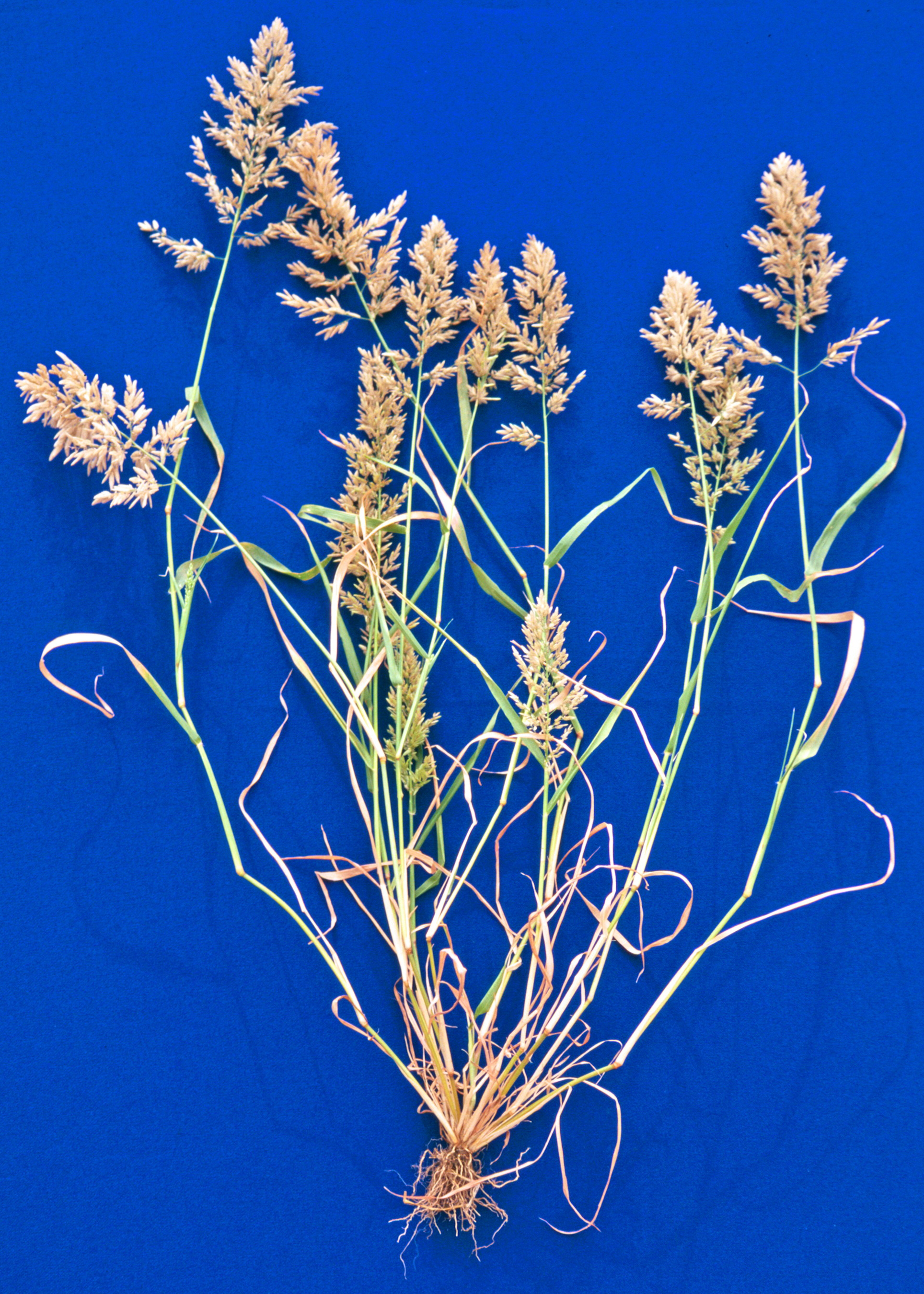
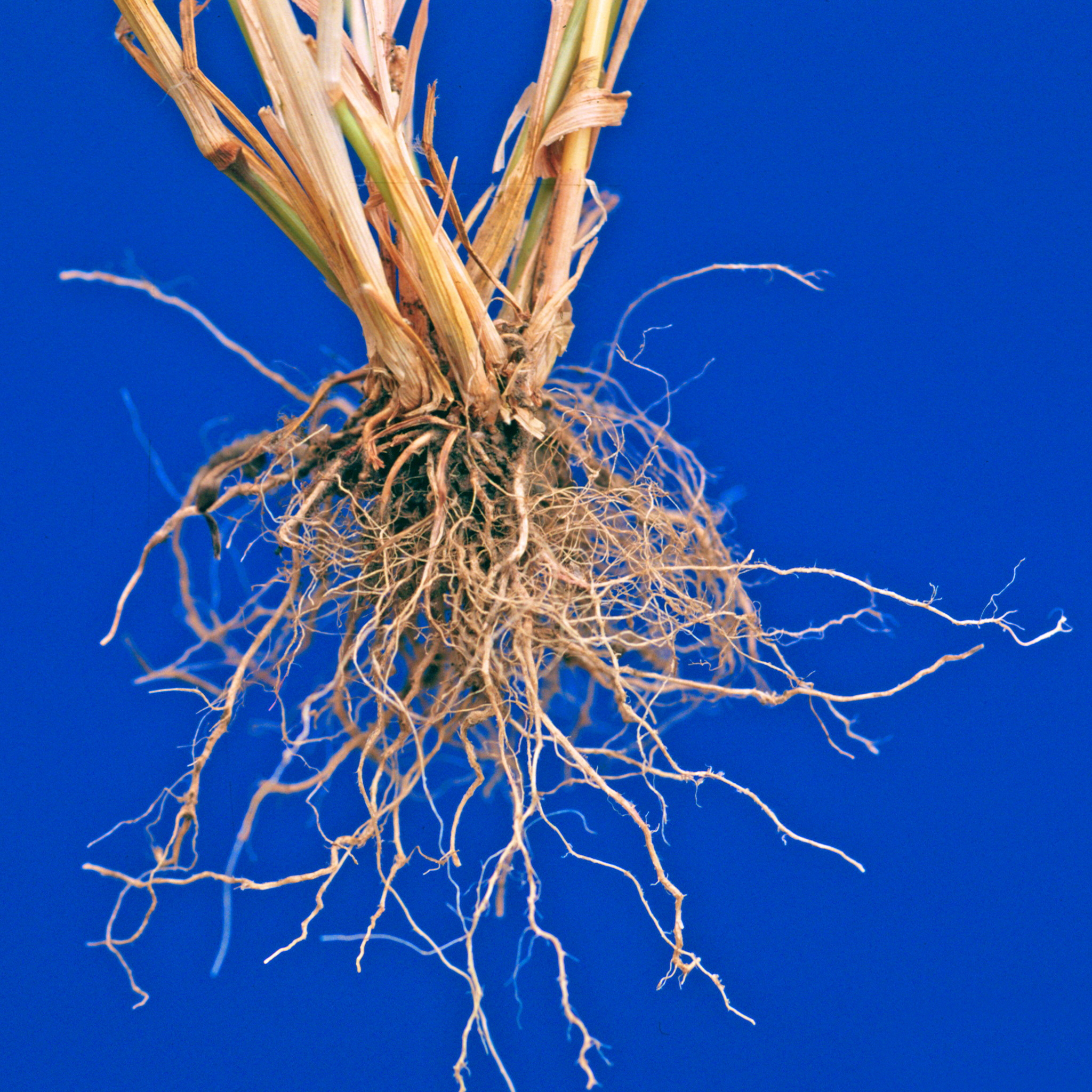